# EMI Records Japan
EMI Records Japan — японський лейбл звукозапису, колишній дочірній лейбл Universal Music Japan. Був заснований у квітні 2013 року, ставши наступником EMI Music Japan. Штаб-квартира компанії розташовувалася в головному офісі Universal Music Japan в районі Аояма, Мінато, Токіо. У лютому 2014 року його було розділено на два окремі підлейбли: EMI Records, що поєднує Nayutawave Records і більше половини списку EMI Records Japan, та EMI R, який складається з решти артистів EMI Records Japan. У липні 2014 року EMI R перейменували на Virgin Records.

## Історія
21 вересня 2012 року Європейська комісія схвалила придбання британської медіагрупи EMI американським холдингом Universal Music Group, після чого 28 вересня того ж року послідувала реструктуризація та ребрендинг кількох лейблів EMI під управлінням нової компанії. 15 січня 2013 року президент Universal Music Japan Коїке Кадзухіко став генеральним директором EMI Music Japan, фактично контролюючи обидві компанії до 1 квітня, коли остання стала дочірнім лейблом UMJ як EMI Records Japan. Між іншим, Коїке заявив, що злиття погано вплинуло на міжнародний репертуар і зайнятість. Виконавці з колишньої компанії змогли продовжити випускати матеріал під Universal Music, але все ще зберігали код каталогу TOCT. Станом на жовтень 2013 року цей каталог більше не використовувався та був замінений на TYCT (для виконавців безпосередньо EMI Records) і UPCH (для виконавців Nayutawave Records, що був поглинений EMI). У лютому 2014 року Universal Music Japan провів масштабну реорганізацію сублейблів, в результаті чого більше половини артистів EMI Records Japan перейшли до Nayutawave Records, який згодом перейменували на EMI Records. Решту виконавців було переміщено на інший дочірній лейбл, EMI R. У червні 2014 року артисти EMI, яких перевели до Nayutawave, почали використовувати код каталогу UPCH. 14 квітня 2014 року Universal Music Japan оголосила, що EMI R і сублейбли Universal International і Delicious Deli Records спільно створять Virgin Music, до якого пізніше доєднається дистрибутивний лейбл Universal International EMI. У липні 2014 року EMI R знову було перейменовано на Virgin Records. Згодом його було об'єднано з іншим сублейблом UMJ — Delicious Deli Records — та сформовано парасольковий лейбл Virgin Music.